# Natallja Ryžankova
Natallja Anatol'eŭna Ryžankova (in bielorusso Наталля Анатольеўна Рыжанкова?; Magadan, 7 luglio 1972) è un'ex biatleta bielorussa.
È indicata anche con la variante russa del suo nome, Наталья Рыженкова  (Natal'ja Ryženkova).
È moglie di Aleh Ryžankoŭ, a sua volta biatleta di alto livello.

## Biografia
In Coppa del Mondo ottenne il primo risultato di rilievo il 19 dicembre 1992 a Pokljuka (31ª) e l'unico podio il 17 dicembre 1998 a Osrblie (2ª).
In carriera prese parte a due edizioni dei Giochi olimpici invernali, Lillehammer 1994 (49ª nell'individuale, 6ª nella staffetta) e Nagano 1998 (52ª nella sprint, 19ª nell'individuale, 12ª nella staffetta), e a cinque dei Campionati mondiali, vincendo due medaglie.

## Palmarès

### Mondiali
- 2 medaglie:
  - 1 oro (gara a squadre[3] a Canmore 1994)
  - 1 argento (gara a squadre[3] a Borovec 1993)

### Coppa del Mondo
- Miglior piazzamento in classifica generale: 43ª nel 1996
- 1 podio (a squadre[2]), oltre a quelli ottenuti in sede iridata e validi anche ai fini della Coppa del Mondo:
  - 1 secondo posto